# Клипец
Клипец (укр. Кліпець) — село в Семидубской сельской общине Дубенского района Ровненской области Украины.
Население по переписи 2001 года составляло 80 человек. Почтовый индекс — 35660. Телефонный код — 3656. Код КОАТУУ — 5621688205.